# Illa Kowalow
Illa Ołehowycz Kowalow (ukr. Ілля Олегович Ковальов, ur. 31 sierpnia 1996 w Równem) – ukraiński siatkarz, reprezentant Ukrainy, grający na pozycji przyjmującego.
Uczył się w specjalistycznej szkole sportowej dzieci i młodzieży w Winnicy. Wraz z Ołehem Płotnyckim w 2014 roku zostali srebrnymi medalistami Mistrzostw Świata Kadetów w siatkówce plażowej w Porto. W 2015 roku, również razem w parze wzięli udział w turnieju European Tour Biel-Bienne, gdzie zajęli 3. miejsce.

## Sukcesy klubowe
Puchar Ukrainy:
- 2015, 2021

Mistrzostwo Ukrainy:
- 2016[3], 2017, 2021
- 2018

Superpuchar Ukrainy:
- 2017, 2020

Liga bałtycka:
- 2019

Mistrzostwo Estonii:
- 2019

## Sukcesy reprezentacyjne
Liga Europejska:
- 2021, 2023

## Nagrody indywidualne
- 2021: MVP turnieju finałowego Pucharu Ukrainy